# Aphytis caucasicus
Aphytis caucasicus är en stekelart som beskrevs av Chumakova 1964. Aphytis caucasicus ingår i släktet Aphytis och familjen växtlussteklar. Inga underarter finns listade i Catalogue of Life.